# Schwarzmühle (Markt Einersheim)
Schwarzmühle (auch Riedmühle, Göllnersmühle oder Höchamersmühle genannt; fränkisch: Hejchamaschmühl) ist ein Gemeindeteil des Marktes Markt Einersheim im unterfränkischen Landkreis Kitzingen. Schwarzmühle liegt in der Gemarkung Markt Einersheim. Die Schwarzmühle war eine der größten Mühlenanlagen am Moorseebach. Zeitweise wurden dort drei Mahlgänge betrieben.

## Geografische Lage
Die Einöde liegt am Breitbachzufluss Moorseebach. Nördlich befinden sich Markt Einersheim und der Bahnhof an der Bahnstrecke Fürth–Würzburg. Nordwestlich liegen der Gemeindeteil Am Wasserhäuschen und das Einersheimer Freibad. Südlich erhebt sich der Schäfersberg. Weiter südwestlich folgt die Steinmühle ebenfalls am Moorseebach. Schwarzmühle liegt am Fränkischen Marienweg.

## Geschichte
Der Ort wurde im Jahr 1414 als „Rietmuͤle“ erstmals schriftlich erwähnt. Das mittelhochdeutsche Wort ried ist als Sumpf zu deuten. Die Mühle lag also in den Schwemmböden am Bach. Nachdem eine Linie der Herren von Hohenlohe im Mannesstamm erloschen war, teilten sich die Grafen zu Castell und die Schenken von Limpurg die Besitzungen untereinander auf. Beiden Geschlechtern fiel die „hofstat, do die Rietmuͤle uff lag“ zu. Die Mühle lag zu diesem Zeitpunkt also wüst. Erst knapp zweihundert Jahre später ist wiederum ein Müller nachgewiesen. Zwischen 1606 und 1608 betrieb Hans Gölner die Mühle. Nahe der Anlage befanden sich auch mehrere Weingärten, die der Mühle zugeordnet waren. Zwischen 1613 und 1623 benannte man die Mühle nach dem Vorbesitzer. So tauchten die Bezeichnungen „Gölnersmülen“, „Göllner-Müller“ und „Göllners Mühle“ auf. Bis 1623 betrieb Heinrich Herbold als Müller die Anlage. 1623 wurde sie vom Bestandmüller Nicolaus Brand übernommen. Im Jahr 1630 ist Martin Raab als Pächter nachgewiesen.
1676 wurde ein „Paulus Sachß, Schwarzmüller“ erwähnt. Es wurde also zu dieser Zeit überwiegend schwarzes Mehl, d. h. Roggenmehl, gemahlen. Zwischen 1691 und 1699 wurde in den Quellen  der Beständer Bernhard Busch genannt. Er saß 1700 auf der „Riedmühl“. Busch wurde erneut 1704 und letztmals 1707 genannt, ehe die Mühle in die Hände von Johann Martin Döblinger gelangte. Er bewirtschaftete die Anlage bis 1719. 1742 erbte Anna Catharina Förster, geborene Döblinger und ihr Mann Peter Förster die „Riet-Mühl“. 1802 war sie noch der Herrschaft Rechteren-Limpurg zugeordnet.
Mit dem Gemeindeedikt (frühes 19. Jahrhundert) wurde Schwarzmühle dem Steuerdistrikt Einersheim und der Ruralgemeinde Einersheim zugeordnet.
Im 20. Jahrhundert wurde die alte Mühle abgerissen, neue Gebäude wurden an derselben Stelle errichtet. In der zweiten Hälfte des 20. Jahrhunderts wurde die Mühle zeitweise von der Familie Höchamer betrieben.

### Ehemaliges Baudenkmal
- Mühle: Zweigeschossiges, verputztes Giebelhaus mit Halbwalmdach auf profilierten, hölzernem Traufgesims, 18./19. Jahrhundert. Im Mühlenraum hölzerner toskanischer Rundpfeiler. Aufgedoppelte Außentür mit zwei quadratischen Feldern; darin konzentrische Brettleisten um ein auf der Spitze stehendes Quadrat.[11]

### Einwohnerentwicklung
| Jahr      | 001818 | 001840 | 001861 | 001871 | 001885 | 001900 | 001925 | 001950 | 001961 | 001970 | 001987 |
| Einwohner | 6      | 6      | *      | 4      | 6      | 6      | 5      | 6      | 5      | 6      | 1      |
| Häuser    | 1      | 1      |        |        | 1      | 1      | 1      | 1      | 1      |        | 1      |
| Quelle    | [ 7 ]  | [ 13 ] | [ 14 ] | [ 15 ] | [ 16 ] | [ 17 ] | [ 18 ] | [ 19 ] | [ 20 ] | [ 21 ] | [ 1 ]  |

## Religion
Schwarzmühle ist seit der Reformation evangelisch-lutherisch geprägt und nach St. Matthäus (Markt Einersheim) gepfarrt.